# Echinostylinos tubiformis
Echinostylinos tubiformis är en svampdjursart som först beskrevs av Claude Lévi 1993.  Echinostylinos tubiformis ingår i släktet Echinostylinos och familjen Phellodermidae.
Artens utbredningsområde är havet kring Nya Kaledonien. Inga underarter finns listade i Catalogue of Life.